# گرگ ایرانی
گرگ ایرانی یا گرگ هندی (به انگلیسی: indian wolf) زیرگونه‌ای از گرگ خاکستری است که در جنوب غربی آسیا و شبه قاره هند و در کشورهایی از جمله هند، ترکیه، ایران، عربستان سعودی، عراق و فلسطین  زندگی می‌کند. این جانور از نظر اندازه بین گرگ‌های هیمالیایی و گرگ عربی قرار می‌گیرد و دارای پوشش ضخیم مو نیست. در مقایسه با سایر گرگ‌های خاکستری این جانور در دسته‌های کوچک‌تری زندگی می‌کند و کم سر و صداتر است. گرگ خاکستری ایرانی در خطر انقراض است و طبق محاسبات، در حال حاضر، حدود ۲ تا ۳ هزار گرگ ایرانی به‌طور وحشی زندگی می‌کنند.